# يوسف رزقة
يوسف موسى محمد رزقة فلسطيني شغل منصب وزير وزارة الإعلام الفلسطينية ضمن حكومة إسماعيل هنية الأولى في الفترة الممتدة بين 27 مارس 2006 و17 مارس 2007.